# María Luisa Calle
Calle  Williams est un nom espagnol. Le premier nom de famille, en général paternel, est Calle ; le second, en général maternel, souvent omis, est Williams.
María Luisa Calle Williams est née à Medellín (département d'Antioquia), le 3 octobre 1968. C'est une coureuse cycliste colombienne, spécialiste de la piste. Elle a notamment été championne du monde de scratch en 2006 à Bordeaux et médaillée de bronze de la course aux points aux Jeux olympiques de 2004 à Athènes.

## Biographie
María Luisa Calle est une pistarde d'une exceptionnelle longévité, puisqu'elle demeure compétitive à plus de 47 ans. Elle a participé à trois Jeux olympiques et à au moins treize championnats du monde sur piste.
Elle commence sa carrière par le VTT puis très vite s'oriente vers la route. Le manque de résultats la dirige naturellement vers la piste où elle s'exprime surtout dans la poursuite individuelle et la course aux points. Après des participations aux championnats du monde sans relief (hormis une quatrième place aux mondiaux 1999), elle obtient à près de 36 ans, la médaille de bronze aux Jeux olympiques d'Athènes de 2004 dans la course aux points. Elle devient, ainsi, le premier représentant du cyclisme colombien à obtenir une médaille aux Jeux.
Lors de ces Jeux, elle est déclarée positive à un stimulant, l'heptaminol et doit rendre sa médaille. Un an plus tard, le CIO la lui restitue, les analyses en laboratoire ayant confirmé la bonne foi de l'athlète.
Elle revient à la compétition en décembre 2005, lors de la manche de coupe du monde de Manchester. Elle ne dépasse pas le tour de qualifications dans les trois épreuves auxquelles elle participe. Cependant, elle termine cinquième de la poursuite individuelle. En janvier 2006, elle dispute la manche de coupe du monde de Los Angeles. Elle s'incline, seulement, en finale de la poursuite, face à Sarah Hammer. Ces deux résultats la classent au troisième rang de la coupe du monde 2005-2006 de poursuite individuelle.
Puis elle se présente aux mondiaux de Bordeaux, où elle participe à trois épreuves. Elle y décroche l'or mondial, en remportant la course scratch. La course se dispute sur 10 kilomètres soit 40 tours du vélodrome bordelais. Les favorites sont la Néerlandaise Adrie Visser et la Russe Olga Slyusareva. Sous l'impulsion de Gina Grain, Calle forme avec la Canadienne une échappée qui prend un tour au peloton. L'or se dispute alors entre elles. La Colombienne prend le dessus, laissant l'argent à Grain. Slyusareva s'adjuge le bronze. Elle poursuit sur sa lancée et double poursuite individuelle et contre-la-montre aux Jeux d'Amérique centrale et des Caraïbes et aux Jeux sud-américains. Et que cela soit à Carthagène des Indes ou en Argentine, elle remporte quatre nouvelles médailles d'or. En 2007, elle confirme ces résultats, en s'adjugeant la médaille d'argent dans la course scratch des mondiaux.
Aux Jeux de Pékin, María Luisa Calle est choisie pour être le porte-drapeau de la délégation colombienne. Lors de la course aux points, elle prend la quatrième place. La compétition se déroule sur 100 tours avec un sprint octroyant des points tous les 10 tours. Elle revient à égalité de points avec Leire Olaberría lors du pénultième sprint. Il lui suffit, alors, de finir devant sa rivale lors du 10e et dernier sprint, prépondérant pour s'adjuger la troisième place. Las ! L'Espagnole la devance et s'adjuge la médaille. Calle fera bonne figure devant la presse de son pays en déclarant être contente de sa compétition, une quatrième place aux Jeux restant un excellent résultat.
Les années qui suivent voient les résultats (au niveau mondial) de la pistarde déclinés. Cependant elle reste toujours compétitive au niveau continental. Comme le prouvent ses médailles d'or aux Jeux sud-américains et d'Amérique centrale et des Caraïbes de 2010.
Son palmarès sur route est moins prolifique. Elle se distingue surtout sur les épreuves contre-la-montre. Elle a notamment remporté un championnat panaméricain et trois titres nationaux. Elle a aussi obtenu un titre national dans la course en ligne en 1999. Au début de septembre 2011, elle remporte son troisième championnat de Colombie du contre-la-montre. En octobre, elle participe au contre-la-montre des Jeux panaméricains. Elle remporte l'épreuve devançant de neuf secondes la Salvadorienne Evelyn García.
En 2012, elle remporte son cinquième titre en poursuite individuelle aux championnats panaméricains de Mar del Plata. En finale, malgré un temps de qualification proche, elle rejoint son adversaire cubaine pour s'adjuger l'or. Par contre, elle échoue au pied du podium de la course omnium, pour un point. Toujours pas qualifiée pour les J. O., dans cette discipline et absente des mondiaux en Australie, elle bénéficie de la participation de sa compatriote Diana García à cette course, pour obtenir le précieux sésame pour Londres, où elle disputera ses quatrièmes Jeux. Elle est également inscrite dans l'épreuve du contre-la-montre sur route. Quelques jours avant le début des Jeux, María Luisa Calle apprend qu'elle ne pourra participer au contre-la-montre. L'Union cycliste internationale refuse son inscription, basant sa décision sur le fait que la fédération colombienne aurait mal interprété le règlement olympique. Pour la sportive, c'est un véritable coup dur car toute sa préparation était dirigée vers cette discipline, n'étant pas une spécialiste de la course omnium.
María Luisa Calle est contrôlé positive aux Jeux panaméricains de 2015 à une hormone de croissance. Le 10 mars 2016, l'UCI la suspend pour quatre ans.
En 2020, un an après la fin de sa suspension, à 52 ans, elle s'engage au départ du Tour de Colombie féminin.

## Vie extra-sportive
María Luisa Calle est mariée sans enfant. Elle est diplômée de l'Université de La Salle (Bogota) en administration des entreprises agricoles. Sa médaille olympique lui a donné une grande renommée chez elle, au point qu'un complexe récréo-sportif porte son nom, dans sa ville natale. Lors des élections municipales de 2007, María Luisa Calle apporte son soutien au candidat pour la mairie de Medellín, Luis Pérez (es). Celui-ci est membre du parti libéral colombien, parti membre de la coalition du nouveau président de la Colombie, Juan Manuel Santos.

## Dopage
Lors des Jeux olympiques d'Athènes de 2004, elle est déclarée positive à un stimulant, l'heptaminol et doit rendre sa médaille qui revient à la quatrième de la course, Erin Mirabella. Un an plus tard, le CIO restitue la médaille à la sportive, les analyses en laboratoire ayant confirmé la bonne foi de l'athlète. Calle avait pris un médicament, pour des maux de tête, contenant de l'isometheptene qui se transforme en heptaminol en laboratoire. L'isometheptene, n'étant pas une substance prohibée, María Luisa récupère sa médaille en octobre 2005.
En 2015, elle échoue à un contrôle antidopage après sa participation à la poursuite par équipes des Jeux panaméricains de Toronto. Elle ne peut pas défendre son titre en poursuite individuelle. Le contrôle du 18 juillet 2015 se révèle positif à la pralmoréline (GHRP2), une hormone de croissance. Le 10 mars 2016, l'UCI la suspend pour quatre ans, jusqu'au 18 juillet 2019.

## Palmarès sur piste

### Jeux olympiques
| Course aux points 3 participations. - 2000 : 11e au classement final. - 2004 : Médaillé de bronze. - 2008 : 4e au classement final. Omnium - 2012 : 16e du classement final. | Poursuite individuelle 3 participations. - 2000 : 12e temps des participantes (éliminée au tour qualificatif). Il n'y a seulement que quatre qualifiées lors de ce tour éliminatoire. - 2004 : 9e temps des participantes (éliminée au tour qualificatif). - 2008 : 10e temps des participantes (éliminée au tour qualificatif). Il n'y a seulement que huit qualifiées lors de ces tours éliminatoires. |

### Championnats du monde
| - Bogota 1995 - 28e de la poursuite individuelle (éliminée en qualifications). - Bordeaux 1998 - 9e de la course aux points. - 11e de la poursuite individuelle. - Berlin 1999 - 4e de la course aux points. - 14e de la poursuite individuelle. - Manchester 2000 - 6e de la course aux points. - 7e de la poursuite individuelle. - Anvers 2001 - 10e de la poursuite individuelle. - 12e de la course aux points. - Ballerup 2002 - 6e de la poursuite individuelle. - 6e de la course scratch. - 7e de la course aux points. - Melbourne 2004 - 5e de la course scratch. - 10e de la poursuite individuelle. - 15e de la course aux points. - Bordeaux 2006 - Championne du monde de la course scratch. - 7e de la poursuite individuelle. - 7e de la course aux points. | - Palma de Majorque 2007 - Médaillée d'argent de la course scratch. - 6e de la poursuite individuelle. - 12e de la course aux points. - Manchester 2008 - 8e de la poursuite individuelle. - 8e de la course scratch. - 15e de la course aux points. - Pruszków 2009 - 10e de la poursuite par équipes. - 12e de la poursuite individuelle. - 14e de la course scratch. - 14e de la course aux points. - Apeldoorn 2011 - 8e de la course aux points. - 17e de l'omnium. - Cali 2014 - 5e de la poursuite individuelle. - 5e de la course aux points. - Saint-Quentin-en-Yvelines 2015 - 10e de la course aux points. - 12e de la poursuite individuelle. |

### Coupe du monde
- 2001
  - 1re de la poursuite à Cali
- 2005-2006
  - 2e de la poursuite à Los Angeles
- 2006-2007
  - 3e de la poursuite à Los Angeles
- 2007-2008
  - 2e de la poursuite à Los Angeles
- 2008-2009
  - 2e de la poursuite à Cali
  - 2e de la poursuite par équipes à Cali
- 2012-2013
  - 2e de la poursuite à Aguascalientes
  - 3e de la poursuite par équipes à Cali

### Championnats panaméricains
| - Medellín 2001 - Médaillée d'or de la poursuite - Mar del Plata 2005 - Médaillée d'or de la poursuite - São Paulo 2006 - Médaillée d'or de la poursuite - Valencia 2007 - Médaillée d'or de la poursuite - Aguascalientes 2010 - Médaillée d'argent de la poursuite - Médaillée de bronze de la poursuite par équipes - Médaillée de bronze de l'omnium | - Medellín 2011 - Médaillée d'or de la poursuite - Médaillée d'argent de l'omnium - Mar del Plata 2012 - Médaillée d'or de la poursuite - Mexico 2013 - Médaillée d'argent de la poursuite par équipes - Médaillée d'argent de la course aux points - Quatrième de la poursuite individuelle - Aguascalientes 2014 - Médaillée de bronze de la poursuite individuelle - Médaillée de bronze de la course aux points |

| - Winnipeg 1999 - Médaillée d'argent de la poursuite - Médaillée de bronze de la course aux points - Saint Domingue 2003 - Médaillée d'or de la poursuite - Rio de Janeiro 2007 - Médaillée d'or de la poursuite - Médaillée d'argent de la course aux points - Guadalajara 2011 - Médaillé de bronze de la poursuite par équipes | - Mar del Plata 2006 - Médaillée d'or de la poursuite - Medellín 2010 - Médaillée d'or de la poursuite - Médaillée d'or de la poursuite par équipes |

| - Maracaibo 1998 - Médaillée d'or de la poursuite - San Salvador 2002 - Médaillée d'or de la poursuite - Carthagène des Indes 2006 - Médaillée d'or de la poursuite - Mayagüez 2010 - Médaillée d'or de la poursuite par équipes - Médaillée d'argent de la poursuite - Veracruz 2014 - Médaillée de bronze de la poursuite | - Cali 2008 - Médaillée d'or de la poursuite individuelle des XVIII Juegos Deportivos Nacionales. - Bogota 2011 - Médaillée d'or de la poursuite individuelle. - Médaillée d'argent de la poursuite par équipes (avec Andreina Rivera et Diana García). - Cali 2012 - Médaillée d'or de la poursuite par équipes des XIX Juegos Deportivos Nacionales (avec Andreina Rivera et Nicole Estrada). - Médaillée d'or de la course aux points des XIX Juegos Deportivos Nacionales. - Médaillée d'argent de la course scratch des XIX Juegos Deportivos Nacionales. - Medellín 2013 - Médaillée d'argent de la poursuite individuelle. - Médaillée d'argent de la poursuite par équipes (avec Nicole Estrada, Valentina Paniagua et Andreina Rivera). - Medellín 2014 - Médaillée d'or de la poursuite individuelle. - Médaillée d'or de la course aux points. - Médaillée d'argent de la poursuite par équipes (avec Valentina Paniagua, Andreina Rivera et Jessenia Meneses). - Juegos Nacionales Cali 2019 - Médaillée d'argent de la poursuite individuelle des XXI Juegos Deportivos Nacionales. |

## Palmarès sur route
- 1999
  -  Championne de Colombie sur route
- 2001
  -  Médaillée d'or du contre-la-montre aux championnats panaméricains
- 2002
  -  Championne de Colombie du contre-la-montre
  - 2e du Tour de Toona
- 2006
  -  Médaillée d'or du contre-la-montre aux Jeux sud-américains[76]
  -  Médaillée d'or du contre-la-montre aux Jeux d'Amérique centrale et des Caraïbes[77]
- 2007
  -  Championne de Colombie du contre-la-montre
  -  Médaillée d'argent du championnat de Colombie sur route
- 2008
  -  Médaillée de bronze du championnat de Colombie du contre-la-montre
- 2010
  -  Médaillée d'or du contre-la-montre aux Jeux sud-américains
  -  Médaillée de bronze de la course en ligne aux Jeux sud-américains
- 2011
  -  Championne de Colombie du contre-la-montre
  -  Médaillée d'or du contre-la-montre aux Jeux panaméricains
- 2014
  -  Médaillée d'or du contre-la-montre aux Jeux d'Amérique centrale et des Caraïbes
  -  Médaillée d'argent du contre-la-montre des Jeux sud-américains
  -  Médaillée d'argent du championnat de Colombie du contre-la-montre
  -  Médaillée de bronze sur route aux Jeux d'Amérique centrale et des Caraïbes